# تشارلي كوبر
تشارلي كوبر (بالإنجليزية: Charlie Cooper) (1 مايو 1997 المملكة المتحدة - ) هو لاعب كرة قدم بريطاني يلعب كلاعب وسط.

## روابط خارجية
- تشارلي كوبر على موقع قاعدة بيانات كرة القدم.إي يو (الإنجليزية)
- تشارلي كوبر على موقع Soccerbase.com (لاعب) (الإنجليزية)
- تشارلي كوبر على موقع Soccerway.com (الإنجليزية)